# Claudia Cadelo
Claudia Cadelo De Nevi (* 8. Juli 1983 in Havanna) ist eine ehemalige kubanische politische Bloggerin.

## Leben und Werk
Cadelo benannte ihren Blog Octavo Cerco, der achte Kreis, in Anspielung an die Kreise der Hölle in Dante Alighieris Göttlicher Komödie. Octavo Cerco gilt als einer der einflussreichsten Blogs Kubas. Dank der Hilfe ausländischer Freunde und Anhänger erscheint er, außer in spanischer Sprache, auch auf Französisch, Italienisch, Englisch, Portugiesisch und Polnisch.
Claudia Cadelo ist die Tochter eines ehemaligen kubanischen Diplomaten, eines engagierten Anhängers des Regimes. Von Beruf ist sie Buchhalterin und Französischlehrerin.
Im Juli 2008 wurde Gorki Águila, der Anführer der Punkband Porno para Ricardo, verhaftet: Die Obrigkeit nahm Anstoß an den höhnisch-regimekritischen, oft auch frivolen Texten der Gruppe. Cadelos damaliger Freund und heutiger Ehemann war Mitglied der Band. Er bat sie, bei der Kampagne zur Befreiung Gorkis mitzuwirken. Sie tat dies, indem sie den Blog von Yoani Sánchez, die sich vehement für Gorki einsetzte, ins Französische übersetzte. Gorki kam nach einem Monat frei. Möglicherweise spielte dabei eine Rolle, dass sich die Regierung zum 50-jährigen Jubiläum der kubanischen Revolution keine negative Publizität leisten wollte.
Kurz nach diesen Ereignissen gründete Claudia Cadelo ihren eigenen Blog Octavo Cerco. Da kubanische Privathaushalte kaum Zugang zum Internet haben, verfasste sie die Texte zu Hause und begab sich dann in eines der großen Hotels in Havanna. Dort stellte sie den Text entweder direkt online, oder sie schickte ihn an einen ihrer ausländischen Unterstützer, die für die Verbreitung ihrer Texte sorgten. Der Ton ihrer Blogs war manchmal witzig-verspielt, beispielsweise in ihrem Kommentar zur Rückkehr der Straßenhändler in Havanna, die von der Regierung vertrieben worden waren, manchmal sarkastisch, wenn sie sich zu Freunden äußerte, die an vom Regime organisierten Kundgebungen teilnahmen, manchmal flammend, wenn sie zu Menschenrechten schrieb, beispielsweise zum Tod des Regimegegners Orlando Zapata Tamayo im Februar 2010 bei seinem Hungerstreik.
Die Regierung tolerierte bisher ihre Veröffentlichungen, legte ihr jedoch auf andere Weise Hindernisse in den Weg. Ihr wurde der Zutritt zu öffentlichen Ereignissen verwehrt, bei denen  kritische Worte fallen könnten. In jüngster Vergangenheit wurde ihr, nach stundenlangen Befragungen und ohne Angabe von Gründen, die Ausreise zu einer von einer Nichtregierungsorganisation veranstalteten internationalen Blogger-Konferenz in Berlin verwehrt.
Im Juli 2011 erklärte sie, ihre Blog-Aktivität für unbestimmte Zeit zu unterbrechen, um Gelegenheit zu haben sich zu erholen und sich dem Verfassen eines Erzählungsbandes zu widmen.